# Brandon (Northumberland)
Brandon – wieś w Anglii, w hrabstwie Northumberland. Leży 57 km na północ od miasta Newcastle upon Tyne i 454 km na północ od Londynu.